# Juhu
Juhu est une banlieue de l'ouest de Bombay. Elle est surtout connue pour sa plage.